# Operation Earnest Voice
Operation Earnest Voice ist eine Astroturfing-Kampagne der US-amerikanischen Regierung. Das Hauptziel der Kampagne ist die Verwendung von Sockenpuppen-Konten, um pro-amerikanische Propaganda in sozialen Netzwerken zu verbreiten. Die Kampagne wird vom United States Central Command (CENTCOM) betrieben.
Die USA behaupten, dass in den USA ansässige Netzwerke wie Facebook, Reddit und Twitter angeblich nicht Ziel der Kampagne seien, da US-Gesetze es verbieten würden, Propaganda an US-Bürger zu verbreiten. Der Smith-Mundt Modernization Act von 2012 besagt jedoch ausdrücklich, dass die Verbreitung von US-amerikanischer Propaganda über das Internet einschließlich sozialer Mediennetzwerke mit Sitz in den USA erlaubt ist. Darüber hinaus wurden solche Maßnahmen auch früher schon genutzt, beispielsweise um Unterstützung für den Irakkrieg zu fördern sowie die Folter von Gefangenen in Guantanamo schönzureden. Auch Wikipedia war bereits Ziel US-amerikanischer Desinformationskampagnen.

## Zusammenarbeit mit Ntrepid
Im Jahr 2011 unterzeichnete die US-Regierung einen Vertrag mit dem Unternehmen Ntrepid, um eine spezielle Software zu entwickeln, die es Agenten der US-Regierung ermöglichen solle, pro-amerikanische Propaganda im Internet zu verbreiten. Hauptmerkmale der Software, wie in der Softwareentwicklungsanfrage angegeben, sind:
- Sockenpuppen müssen „über einen vollständigen Hintergrund, eine Vorgeschichte, wichtige Details und Cyberpräsenzen verfügen, die technisch, kulturell und geografisch konsistent sind.“ Sockenpuppen sollen „in der Lage sein, so zu erscheinen, als kämen sie aus fast jedem Teil der Welt“.
- Ein spezielles, sicheres VPN, das es Sockenpuppen ermöglicht, von „zufällig ausgewählten IP-Adressen“ zu posten, um „die Existenz dieser Kampagne zu verbergen“.
- 50 statische IP-Adressen, um es Regierungsbehörden zu ermöglichen, „ihre persistenten Online-Personas zu verwalten“, wobei die Identitäten von Regierungs- und Unternehmensorganisationen geschützt werden sollen. Dies ermöglicht es US-Agenten, leicht zwischen verschiedenen Sockenpuppen zu wechseln, um „wie normale Benutzer“ auszusehen.
- Neun private Server, „die auf dem geografischen Einsatzgebiet des Anwenders basieren und von denen die Online-Personas zu stammen scheinen.“ Diese Server sollen kommerzielle Hosting-Zentren auf der ganzen Welt nutzen.
- Virtuelle Maschine, die nach jeder Beendigung einer Sitzung gelöscht werden, um eine Interaktion mit „Viren, Würmern oder bösartiger Software“ zu vermeiden.